# Râul Beirut
Râul Beirut (în arabă نهر بيروت, Nahr Bayrūt) este un râu în Liban. Râul curge de la est la vest, apoi se curbează spre nord, separând orașul Beirut de suburbiile sale estice, în primul rând Bourj Hammoud și Sin el Fil. Conform legendei populare, Sf. Gheorghe a ucis balaurul într-un loc din apropierea gurii râului.

## References
1. ↑  Auguste Frédéric Louis Viesse de Marmont, The Present State of the Turkish Empire, page 237
2. ↑  Thomson, William McClure. The land and the Book: or, Biblical illustrations drawn from the manners and customs, the scenes and scenery, of the Holy Land
3. ↑  „copie arhivă” (PDF). Arhivat din original (PDF) la 21 octombrie 2012. Accesat în 9 aprilie 2022.